# Sita Sibiri
Sita Sibiri (née le 7 mars 2004), est une athlète burkinabé. 

## Carrière
Sita Sibiri termine septième de la finale du relais 4 × 100 mètres des Championnats d'Afrique 2022 à Maurice.
En 2023, elle est médaillée d'argent du 400 mètres haies aux Championnats d'Afrique juniors à Ndola, puis remporte la médaille d'argent du 400 mètres et la médaille de bronze du 400 mètres haies aux Jeux de la Francophonie de 2023 à Kinshasa, ; elle est aussi sacrée championne du Burkina Faso du 400 mètres et du 400 mètres haies cette année-là.
En 2024, elle est médaillée de bronze du 400 mètres aux Jeux africains à Accra, battant par la même occasion le record du Burkina Faso avec un temps de 51 s 74.

## Palmarès
| Date | Compétition                    | Lieu         | Résultat | Épreuve          | Temps        |
| ---- | ------------------------------ | ------------ | -------- | ---------------- | ------------ |
| 2022 | Championnats d'Afrique         | Saint-Pierre | 7e       | 4 × 100 mètres   | 47 s 14      |
| 2023 | Championnats d'Afrique juniors | Ndola        | 2e       | 400 mètres haies | 1 min 0 s 50 |
| 2023 | Jeux de la Francophonie        | Kinshasa     | 2e       | 400 mètres       | 53 s 13      |
| 2023 | Jeux de la Francophonie        | Kinshasa     | 3e       | 400 mètres haies | 58 s 04      |
| 2024 | Jeux africains                 | Accra        | 3e       | 400 mètres       | 51 s 74 (NR) |

| Date | Compétition                  | Lieu           | Résultat | Épreuve          | Temps        |
| ---- | ---------------------------- | -------------- | -------- | ---------------- | ------------ |
| 2023 | Championnats du Burkina Faso | Bobo-Dioulasso | 1re      | 400 mètres       | 55 s 04      |
| 2023 | Championnats du Burkina Faso | Bobo-Dioulasso | 1re      | 400 mètres haies | 1 min 1 s 86 |

## Records
| Épreuve          | Temps        | Lieu     | Date         |
| ---------------- | ------------ | -------- | ------------ |
| 400 mètres       | 51 s 74 (NR) | Accra    | 20 mars 2024 |
| 400 mètres haies | 58 s 04      | Kinshasa | 4 août 2023  |